# Takayoshi Shikida
Takayoshi Shikida (jap. 式田 高義, Shikida Takayoshi; * 25. November 1977 in der Präfektur Chiba) ist ein ehemaliger japanischer Fußballspieler.

## Karriere
Shikida erlernte das Fußballspielen in der Schulmannschaft der Funabashi High School. Seinen ersten Vertrag unterschrieb er 199 bei JEF United Ichihara. Der Verein spielte in der höchsten Liga des Landes, der J1 League. Für den Verein absolvierte er 20 Erstligaspiele. 1999 wechselte er zum Zweitligisten Albirex Niigata. Für den Verein absolvierte er 36 Spiele. Ende 2000 beendete er seine Karriere als Fußballspieler.